# Komlói Bányász SK
Le Komlói Bányász Sport Kör est un club de football hongrois basé à Komló.

## Historique
Le Komlói Bányász SK est fondé en 1922. Sa meilleure performance en championnat de Hongrie est obtenue lors de la saison 1963, avec une quatrième place.
Le club est finaliste de la Coupe de Hongrie en 1970 et en 1974.
Sa seule campagne européenne a lieu lors de la Coupe d'Europe des vainqueurs de coupe 1971-1972 ; le club est éliminé en seizièmes de finale par l'Étoile rouge de Belgrade.